# Tremendas
Tremendas é uma organização não governamental e fundação sem fins lucrativos fundada em 2019, no Chile. É composta por jovens mulheres e adolescentes, dos 13 aos 25 anos, cujo trabalho ambiciona criar impacto social em 7 pilares diferentes mas fundamentais para a obtenção da base de objectivos de desenvolvimento sustentável criada pela Organização das Nações Unidas.

## Origem
Tremendas surgiu em 2019 por iniciativa de Julieta Martínez, ativista social chilena, que com 15 anos de idade decidiu criar um espaço de participação e colaboração para adolescentes. A sua ideia inicial passou por conceber e desenvolver um website para dar visibilidade à história de várias mulheres jovens que, através de sua própria iniciativa, impulsionavam uma mudança na sociedade. O movimento foi crescendo desde a sua criação e em 2021 contava com mais de 150 jovens no Chile, além de várias embaixadoras em mais de 15 países, como a Bolívia, o Panamá ou a Argentina.
A plataforma inspira-se nos Objectivos de Desenvolvimento Sustentável da ONU, atuando nas áreas de acção estratégica: Arte e Cultura, Educação, Género, Meio Ambiente, Saúde e Bem-Estar, Sociedade Inclusiva (SOCIN), e STEM. Desde a sua criação, a fundação tem colaborado com diversas entidades chilenas, como a Defensoría de la Niñez (NNA) e a Red Jóvenes por el Clima, assim como as internacionais ONU Mulheres e Unicef.

## Projectos
Para atingir seus objectivos, a fundação promove diversas actividades como a organização de exposições, palestras e iniciativas virtuais. Alguns dos projectos que desenvolveram ou ainda estão a desenvolver são:
- «Juntas en cuarentena», criado durante a pandemia de COVID-19, com o objectivo de acompanhar, ajudar e desenvolver temas que afectam os jovens.[5]
- «Ponte la Medalla», que procura empoderar meninas e adolescentes sob a metáfora de «ganhar uma medalha através da apropriação de discursos».[6]
- «Mi Voz Cuenta», que dava a conhecer em primeira mão as opiniões e vozes dos estudantes em quarentena durante a pandemia de COVID-19 no Chile.[7]
- «Tremendas Científicas: Niñas Curiosas, Mujeres Científicas», um kit científico para meninas do 5.° ano básico que procura fomentar a curiosidade e aprofundamento do método científico de forma didática.[8]
- «Academia Climáticas», iniciativa sobre o meio ambiental que procura potenciar os talentos e habilidades dos seus participantes para poder gerar acções de impacto social que contribuam no combate da crise climática.[9]
- «Academia Atómicas», iniciativa educativa que procurar ensinar meninas e jovens, entre os 12 e os 25 anos, da Latinoamérica e das Caraíbas, sobre tecnologia e robótica, astronomia e física, e ciências biológicas ao lado de cientistas e peritos, com o objectivo de reduzir a brecha de género nas profissões científicas. Esta iniciativa desenvolvida pela Fundação Tremendas formou mais de mil meninas durante a sua primeira edição em 2021.[10]

## Links externos
Sítio oficial